# سيباستيان هيرينغ
سيباستيان هيرينغ (بالألمانية: Sebastian Hering)‏ هو مصارع رياضي ألماني، ولد في 21 أغسطس 1910 في ميونخ في ألمانيا، وتوفي في 28 فبراير 1978.

## وصلات خارجية
- سيباستيان هيرينغ على موقع قاعدة بيانات المصارعة الدولية (الإنجليزية)
- سيباستيان هيرينغ على موقع أوليمبيديا (الإنجليزية)